# Transennella caboblanquensis
Transennella caboblanquensis is een tweekleppigensoort uit de familie van de Veneridae. De wetenschappelijke naam van de soort is voor het eerst geldig gepubliceerd in 1964 door Weisbord.